# Jean-Paul Schintu
Jean-Paul Schintu, né le 24 juin 1949 à Annaba (anciennement Bône) en Algérie, est un acteur et metteur en scène de théâtre français, ancien élève du Conservatoire national supérieur d'art dramatique, créateur à partir des années 1990 de lectures-spectacles intégrant des éléments musicaux.

## Biographie
Jean-Paul Schintu poursuit ses études à Bône de 1960 à 1962 au lycée Saint Augustin puis à Lyon de 1962 à 1965 au collège Antoinette de Montchat et de 1965 à 1967 au lycée Charial (actuellement lycée Lacassagne) où il réalise au club de théâtre un montage sur Boris Vian. En 1967 il joue dans Zoo à Bornéo de Simone Hérard (théâtre de la Baleine, Lyon).
Il est reçu en 1968 au Conservatoire de Lyon (classe de Janine Berdin et Jacqueline Chabrier), en 1969 à l'école de la Rue Blanche à Paris (classe de Teddy Bilis et Jean-Paul Moulinot). En 1968 il joue dans La vie est un songe de Calderon (théâtre du Tournemire), en 1969 dans La Contestation et la mise en pièces de la plus illustre des tragédies françaises « Le Cid » de Pierre Corneille (Roger Planchon, théâtre de la Cité de Villeurbanne) et participe en 1970 à des spectacles d'élèves, notamment Le Baladin du monde occidental de Synge et Les Bas-fonds de Maxime Gorki (Sacha Pitoëff). En 1972 Jean-Paul Schintu a pour professeur François Florent (Cours Florent) et est reçu au Conservatoire national supérieur d'art dramatique de Paris (classe de Robert Manuel puis d'Antoine Vitez). Il y reçoit en 1974 un accessit de Comédie dans ce qui sera le dernier « Concours » du Conservatoire d'Art Dramatique de Paris sous sa forme traditionnelle.
Jean-Paul Schintu crée et codirige de 1982 à 1988 le théâtre de l'Escalier d'Or (18 rue d'Enghien à Paris) avec Martine Feldman et Pierre-Olivier Scotto. Il y organise en 1982 et 1983 le « Juillet musical » de l'Escalier d'Or (200 concerts). Il dirige en 1985 des classes de pratique théâtrale au lycée Rabelais à Paris. Il crée un cours de « Maîtrise de l'Expression » à l'ESCP (1994-1996), à l'ISP (1999) et, depuis 1997 à l'ESSEC. Il dirige également des ateliers de pratique théâtrale à l'École française de Thessalonique (1999), à l'université de Wuhan et au lycée français de Pékin (2000), au lycée français de Varsovie et à l'Institut français de Naples (2001), à l'IUT de Meaux (2003-2003), au lycée français de Singapour et à l'université de Liberec (Tchéquie) (2005), à l'université Galatasaray, à l'Institut français d'Izmir, à l'université d'Istanbul et à l'Institut français de Tétouan (2006), à l'Institut français de Tanger (2007), au lycée Rochambeau de Washington, aux lycées français de Riyad et de Tananarive, au lycée franco-libanais de Dubaï (2013).

## Théâtre
- 1971 : Les Femmes savantes et Les Fourberies de Scapin de Molière, Le Barbier de Séville de Beaumarchais, compagnie Marcelle Tassencourt, théâtre Montansier de Versailles, théâtre de Paris, théâtre de la Gaîté, théâtre municipal de Rouen, Comédie de Caen.

Lorenzaccio d'Alfred de Musset, mise en scène de Jean Meyer, Festival de Lyon Fourvière.
- 1973/1974 : Le Paysan parvenu de Marivaux, mise en scène de Jean Meyer, théâtre des Célestins, Lyon.

Au Conservatoire : La Drôlesse de Pierre Fabre et Sylvain Itkine, mise en scène de Pierre Valde; La Ronde de Schnitzer. mise en scène de Pierre Valde ; Sylverie ou les Fonds hollandais d'Alphonse Allais et On purge bébé de Georges Feydeau, mises en scène de Jean Meyer ; Les Fruits d'or de Nathalie Sarraute, mise en scène de Claude Risac.
- 1975 : Les Troyennes d'Euripide, parvis de la faculté de Censier, mise en scène de Pierre-Olivier Scotto.

Woyzeck de Georg Büchner, mise en scène de Gérard Faure, théâtre de Villiers-le-Bel/Festival du Val-d'Oise.
Lorenzaccio d'Alfred de Musset, mise en scène de Jean-Pierre Bouvier, Opéra d'Avignon/Festival d'Avignon, Nuits de la Mayenne et Festival de La Baule, filmé par Jean Hénin pour l'ORTF, Espace Cardin, Théâtre de l'Athénée-Louis-Jouvet.
Au Conservatoire : Lorenzaccio d'Alfred de Musset, mise en scène de Jean-Pierre Bouvier ; L'armoire à glace, un beau soir de Louis Aragon, mise en scène d'Antoine Vitez.
- 1976 : Le Médecin malgré lui de Molière, mise en scène de Jean Moign, Théâtre populaire de Bretagne (tournée dans 15 villes de Bretagne).
- 1977 : La Double Inconstance de Marivaux, mise en scène de Jacques Rosner, tournée aux États-Unis (25 États).

Le Mal de test d'Ira Wallach, mise en scène de Jean-Paul Cisife, tournée en France et en Allemagne.
- 1978 : Candide de Voltaire, adaptation de Serge Ganzl, mise en scène de Jean-Claude Amyl, tournée en France.
- 1979 : La Fontaine de Jade, conte chinois; mise en scène de Daniele Chuteau, théâtre des Deux-Portes. Théâtre Paris 20; Café de la Gare, 1980.
- 1980 : Est-ce que les fous jouent-ils de Michel Viala, création en France, mise en scène de Pierre-Olivier Scotto, théâtre Essaïon. Théâtre de la Gaîté-Montparnasse, 1981.
- 1982 : Diableries amoureuses de Serge Lascar, d'après des contes du Moyen Âge, mise en scène de Bruno Decharme, théâtre de l'Escalier d'Or.

1981 revue, création collective.
- 1983/1984 : Abraham et Samuel de Victor Haïm, théâtre de l'Escalier d'Or
- 1985 : Les Oiseaux d'Aristophane, mise en scène de Robert Bensimon, théâtre Montansier de Versailles.

Montage de spectacles : Les Huissiers de Michel Vinaver et Conversation avec Marguerite de Marguerite Duras.
- 1986 : Le Horla de Guy de Maupassant, adaptation et mise en scène de Serge Lascar, Paris, Théâtre de l'Escalier d'Or. Tournées : Australie, Asie, Inde, Émirats, Moyen-Orient (1987), Algérie. Tunisie, Royaume-Uni, Pays-Bas, Pologne (1988). Paris, Théâtre Mouffetard (1989).
- 1987 : Couki et Louki sont sur un bateau de Denise Chalem, mise en scène de Martine Fedman, Paris, Théâtre de l'Escalier d'Or. Comédie de Saint-Étienne, 1988
- 1989 : Le Cœur battant de Serge Ganzl, mise en scène de Stéphane Vérité, Amiens, Bi-centenaire de la Révolution française.
- 1990 : Sigmaringen, texte et mise en scène de Daniel Benoin, Comédie de Saint-Étienne, tournées en France et en Italie, reprise à la Maison des arts et de la culture de Créteil.
- 1991 : Le rat qui passe d’Agotha Kristof, mise en scène de Daniel Benoin, Paris Centre Pompidou, tournées en France et en Suisse.
- 1994/1995/1996 : L'École des femmes de Molière, mise en scène de Daniel Benoin, Comédie de Saint-Étienne, tournées en France, Allemagne et Suède.

Roman d'Amour, dialogues pour deux personnages d'après un roman de Philip Roth.
- 2001 : Wagner de Paul Claudel, avec Jean-Paul Farré, Paris, Atelier du Plateau et Maison d'Allemagne-Henrich Henne.
- 2005 : La Guerre de Robert de Rolande Causse (rôle de Robert), tournée en France.

L’Histoire du soldat d'Igor Stravinsky et Charles-Ferdinand Ramuz, direction Olivier Dartevelle, Festival des Vosges (rôle du soldat).
- 2008 : Les Chaises d'Eugène Ionesco, mise en scène d'Alain Bonneval (rôle : Le vieux) ; Joinville-le-Pont, Théâtre François Dyrek et Festival d'Avignon, Théâtre de l'Albatros. Tournées en France, Tunisie, Algérie, Roumanie, Allemagne, Estonie, Biélorussie ; Festival Beckett à Roussillon ; Fontenay-sous-Bois, Théâtre Gérard Philippe ; Montreuil, Théâtre Berthelot (2009), Azerbaïdjan, Géorgie, Arménie, Cap Vert (2010), Ukraine (2013).

## Lectures spectacles, montages de textes littéraires et poétiques
- 1983/1984 : Hommage à Pablo Neruda, montage d'Eve Griliquez, France Culture.
- 1998 : Nouvelles policières avec Didier Daeninckx et Eric Sarner, Loup du Faubourg, Paris. Tournées en France, 2006 et 2007.

Poésie contemporaine : Raymond Queneau, Nazım Hikmet, Robert Desnos, Cesare Pavese, Fernando Pessoa, Pablo Neruda, Pier Paolo Pasolini, Kateb Yacine, avec Eve Griliquez et Yves-Jacques Bouin, Loup du Faubourg, Paris.
Poésie du Maghreb, montage et interprétation, Loup du faubourg et salle de l'Oratoire à la Rochelle.
- 1999 : Les femmes de Balzac, montage de lettres et textes, et Apollinaire le mal-aimé, poèmes et lettres, tournée en France et région parisienne.

Sand/Chopin/Delacroix, un lien insoupçonné..., montage et interprétation, maison natale d'Eugène Delacroix, Médiathèque de Saint-Maurice. Tournées en France (2004) et en Pologne.(2010).
Nouvelles fantastiques, montage d'après Horacio Quiroga, Gabriel García Márquez, Jorge Luis Borges, tournée en France dans les médiathèques. Festival de lecture à voix haute, Bibliothèque départementale de la Nièvre (2008), des Ardennes (2010).
- 2001 : Le fantastique au féminin, nouvelles de Marguerite Yourcenar, Annie Saumont et Monique Castagnède, tournée en France.

La Maladie de la mort de Marguerite Duras, tournée en France. Tournées en Pologne et en Tchéquie (2002/2003) ; tournée en Espagne (2014)
Passions  d'Algérie : Noces à Tipasa d'Albert Camus et poèmes de Tahar Djaout, Tournée France
- 2005 : Sartre/de Beauvoir, lettres croisées 39/40.
- 2006 : Mozart en son temps, concert/spectacle, textes de Goethe, Da Ponte, Sollers, Thomas Bernhard, tournée en France.
- 2009 : L'arbre aux yeux, concert/spectacle, textes de Nazim Hikmet, musique de Renault Pion, chants de Hacer Toruk. tournée en France.

La Postérité du Soleil – Correspondance Albert Camus/René Char, conception et réalisation avec Bruno Raffaelli, Maison du Comédien-Maria Casarès. Tournées en France, Autriche, Festival Beckett à Roussillon (2010) ; Musée Louis Vouland, Avignon (2012), Maison Jean Vilar, Avignon, tournée en Algérie, Mucem, Marseille (2013) ; Théâtre d'Antibes, 2015.
- 2011 :Cendras, le voyage d'Ouest en Est, montage, tournée en région parisienne.

Les Orients sans frontières, conte musical, musique de François Naudin, texte d'Anne Gibier, théâtre de Parthenay.
De Gaulle/Mitterrand le débat, avec Bruno Raffaelli, Université Paris-Dauphine, Paris, et tournée en Algérie.
- 2012 : L'Amante anglaise de Marguerite Duras (rôle de Pierre), tournée en Arménie.

Conversations Duras/Mitterrand, adaptation, mise en scène et interprétation. tournée en France et Festival de Trouville. Tournée en France (2013 et 2014).
Le Paris d'Aragon, montage, tournée en région parisienne ; Paris, médiathèques (2013).
- 2021 /2022 /: L'Orient de Flaubert, montage de lettres et textes autour de son périple au Moyen-Orient en 1850/1851 : tournée en France.
- 2022/2023 : La Mère en Méditerrannée, Textes de Albert Cohen, Albert Camus et Tahar Ben Jelloun, Tournée France et Suisse
- 2022 : Le Paris de Baudelaire, Textes et poèmes, Tournée France et Italie
- 2023 : L'Hôte d'Albert Camus, tournée Allemagne -- Le Nez de Nicolas Gogol, tournée France

## Spectacles
- 1972 : Corneille, compagnie Grau-Steff/Terrencier.
- 1979 : Animos Spécios, spectacle jeune public; mise en scène et interprétation, textes d'Isabelle Merlet et Alain Lemetayet, musique d'Emmanuel Cegarra, Théâtre Municipal d'Eragny.
- 1992 : Lettres à Lou, de Guillaume Apollinaire, écrit en collaboration avec Serge Lascar, mise en scène de Serge Lascar, tournées en Pologne, Tchécoslovaquie, Hongrie, Bulgarie et Roumanie. Paris, Théâtre du Lucernaire, 1993.
- 1997 : Jacques Prévert, l'Histoire d'une vie, réalisation et interprétation, tournées en Roumanie et au Maroc. Tournée en France (1998), Serbie, Monténégro, Bulgarie, Macédoine, Grèce (1999), France, Israël, Jordanie, Chine (2000), France, Italie, Pologne (2001), Turquie (2006).

Conception et organisation d'un Forum poétique à la station Auber à Paris.
- 2000 : Pinocchio, adaptation et mise en scène, tournée dans le Val d'Oise.
- 2002/2003 : Inconnu à cette adresse de Kressmann Taylor, mise en scène et interprétation, tournée en France ; Théâtre Berthelot à Montreuil (2004), tournées en France et à Singapour (2005), en France (2006), en Turquie (2010).

Si c'est un homme de Primo Levi et Quatuor pour la fin du Temps d'Olivier Messiaen, mise en scène et interprétation, création au Centre de la Mémoire à Oradour-sur-Glane, tournée en France et Théâtre Berthelot à Montreuil. Tournées en France (2004 et 2005).
Passions d'Algérie, montage de textes d'Albert Camus et Tahar Djaout, Année de l'Algérie en France, tournée en France.
Le Funambule de Jean Genet, mise en scène et interprétation, Kaléidoscope Bleu, Paris et tournée en France. Paris, Théâtre de l'Hôpital Bretonneau ; Bruxelles, Théâtre Scrarabeus. Tournées en France, au Maroc, en Algérie (2006), en Syrie (2008), au Liban (2009).
- 2007 : Cocteau et les Femmes, concert/spectacle, textes de Jean Cocteau, musique du Groupe des Six, mise en scène et interprétation, Paris, Musée des lettres et manuscrits, tournée au Maroc. Paris, Musée Carnavalet, 2008 ; tournée Italie, 2013 ; Arabie Saoudite et région parisienne, 2014; Hall de la chanson, Paris, 2015.
- 2008 : Le Premier Homme d'Albert Camus, adaptation et interprétation, tournées en France et au Danemark. Tournées en France et en Italie (2009), en France, Bulgarie, Écosse, Syrie, Turquie, Algérie, Tunisie, Maroc, Espagne, Liban (2010), Azerbaïdjan, Géorgie, Arménie; à Paris, Centre culturel algérien (2011), France, Italie, Arabie saoudite, Dubaï, Abou Dabi, Madagascar, Allemagne, États-Unis, Espagne, Chypre (2013), Italie (2014), Bahreïn (2015), en Afrique [Niger, Côte d'Ivoire, Cameroun, Tchad, Gabon, Namibie, Soudan, Djibouti], La Réunion, New York, Saint-Pierre-et-Miquelon (2016), San Francisco (2017), Irlande, Qatar, Cambodge, Allemagne (2018), Canada, Suisse (2019).
- 2011 : L’Histoire du soldat d'Igor Stravinsky et Charles-Ferdinand Ramuz, concert/spectacle pour 1 comédien et 2 marionnettes, mise en scène et rôle du Narrateur, Paris, Auditorium Saint-Germain. Tournée en Arménie (2012).
- 2017 : Correspondance René Char-Paul Celan : tournée en Allemagne et Institut Goethe, Paris. Maison de Heildeberg, Montpellier (2020).
- 2018 : Apollinaire le Mal Aimé, tournée en France, États-Unis, Irlande, Italie, Tchad...
- 2020 : Correspondance Paul Celan - Gisèle Celan, Maison Henrich Heine, Paris.
- 2022 : Le Premier Homme d'Albert Camus Tournée France
- 2023 : Le Premier Homme d'Albert Camus, Tournée Allemagne, Mauritanie, Egypte.
- 2024 : Le Premier Homme d'Albert Camus, Tournée Dubaï, Abou Dhabi
- 2025 : Le Cahier de Douai, textes d'Arthur Rimbaud, Tournée France, Maroc, Australie, Mauritanie...

## Filmographie

### Cinéma
- 1972 : Il n'y a pas de fumée sans feu, réalisation d'André Cayatte.
- 1978 : En l'autre bord de Jérôme Kanapa.
- 1979 : Le Pull-over rouge, réalisation de Michel Drach.
- 1983/1984 : L'Araignée de satin de Jacques Baratier.
- 1997 : Je suis vivante et je vous aime de Roger Kahane.

### Télévision
- 1972 : Les Amants d'Avignon d'Elsa Triolet, réalisation de Paul Seban.
- 1976 :  Don César de Bazan, réalisation de Jean-Pierre Marchand.
- 1978 : Joséphine ou la Comédie des ambitions de Robert Mazoyer.
- 1991 : Drôles d'Histoires, réalisations : Roger Kahane, Abder Isker, Jean-Paul Sassy, Emmanuel Fonlladosa.
- 2000 : L'Instit (26), réalisation de Roger Kahane (rôle du directeur d'école). Julie Lescaut, réalisation de Pierre Aknine (rôle du proviseur).

### Scénarios
- 1993 : Géronimo et son frère l'aveugle d'après une nouvelle d'Arthur Schnitzer et L'Hôte, d'après une nouvelle d'Albert Camus.
- 1994/1995/1996 : Les Années médianes d'après une nouvelle de Henry James et Tante Marta d'après une nouvelle de Pirandello.

## Sources
- « Le premier Homme de Camus, adaptation et présentation de Jean-Paul Schintu », dans Kalila, La revue du Centre culturel algérien, no 9, Paris, janvier-mars 2011.